# Claudia de Francia (1499-1524)
Claudia de Francia (en francés, Claude de France; Romorantin-Lanthenay, 13 de octubre de 1499-Blois, 20 de julio de 1524) fue reina de Francia, y duquesa de Bretaña por derecho propio. Era miembro de la Casa de Valois.

## Primeros años de vida
Fue la hija mayor del rey Luis XII de Francia y de Ana de Bretaña. Fue condesa de Soissons, Blois, Coucy, Étampes y Montfort. Se le dio el nombre por Claudio de Besançon, un santo que su madre había invocado durante una peregrinación para poder dar a luz a un niño vivo.
Cuando el rey Carlos VIII de Francia murió en 1498, Ana tenía 21 años y sin hijos. Legalmente, ella se vio obligada a casarse con el entonces nuevo rey, Luis XII. Sin embargo, él ya estaba casado, con Juana, hija de Luis XI y hermana de Carlos VIII. Las circunstancias obligaron a Luis a repudiar a su mujer para poder acceder al trono. Su esposa, Juana de Francia, era tan virtuosa que nunca le había dado motivos para justificar su acción, de forma que se optó por comprar la voluntad del cuestionado Papa Borgia, Alejandro VI, el cual consintió en una tercera boda real para Ana.
En 1506, Luis XII y Ana de Bretaña tomaron una decisión conjunta que, con el paso del tiempo, se revelaría como fatal: comprometer a la princesa Claudia con Francisco de Angulema, que sería coronado rey como Francisco I tras la muerte de Luis XII, en 1515.
Como su madre no tuvo hijos supervivientes de su primer matrimonio con Carlos VIII de Francia, Claudia fue la heredera del ducado de Bretaña, mientras que la Corona de Francia, pasaría a su primo tercero, Francisco de Angulema, de no tener su padre hijos varones propios. De acuerdo con la Ley Sálica, la Corona francesa solo podría pasar a través de herederos varones.
Claudia, el peón de tantas maniobras dinásticas, era de baja estatura y padecía escoliosis, lo que le provocó tener la espalda encorvada. Fue eclipsada en la corte por su suegra, Luisa de Saboya, y su cuñada, la literaria Margarita, reina consorte de Navarra.

## Matrimonio y vida posterior

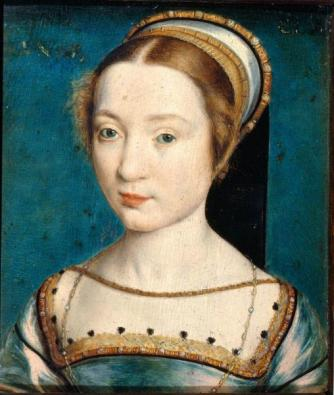
Retrato por Corneille de Lyon, 1535-1540. Museo Pushkin. Anteriormente conocida como Claudia de Francia. Sin embargo, ella murió en 1524 y el vestido de la modelo es de 1535-1540.

En 1504, Ana de Bretaña, en un intento de mantener su ducado independiente de Francia, firmó el Tratado de Blois por el que se prometía la mano de Claudia, al joven Carlos de Austria, luego Carlos I de España. El compromiso fue cancelado pronto por Luis XII, reticente ante la idea de verse rodeado por el oeste y norte (Borgoña también había sido prometida como herencia de Claudia), por la Casa de Habsburgo. Así, en 1506, Claudia fue comprometida a su primo tercero, el conde de Angulema y duque de Valois, Francisco I, heredero presunto del reino.

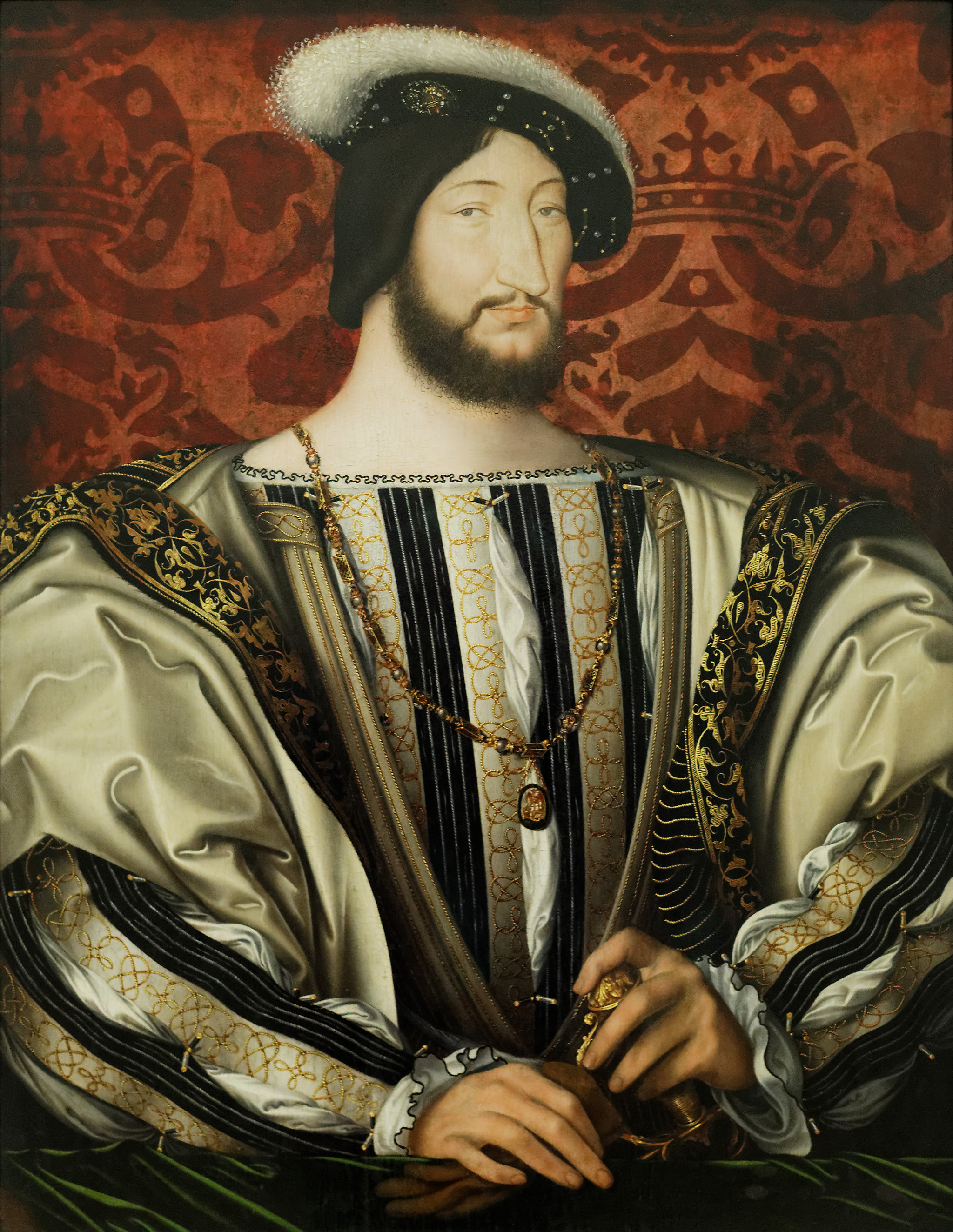
Francisco I de Francia, esposo de Claudia.

Ana de Bretaña murió el 9 de enero de 1514. Por lo que su hija mayor, heredó el ducado de Bretaña. Ese mismo año el 18 de mayo, en el Castillo de Saint-Germain-en-Laye, Claudia, nueva duquesa de Bretaña, se casaría con Francisco, entonces delfín de Francia. Ella nunca gobernó sobre Bretaña, ya que, en 1515, le dio el gobierno de sus dominios a su esposo a perpetuidad. A diferencia de su hermana menor, Renata, parece que nunca mostró ningún interés en su herencia materna ni tuvo ninguna disposición a la política, ya que prefería dedicarse a la religión bajo la influencia, según algunas fuentes, de Christopher Numar de Forli, quien era el confesor de su suegra.
El nombre de Claudia estaba relacionado con el de Francisco desde su temprana infancia, y aunque ella era la mejor pareja dinástica para él, algunas personas se opusieron sobre la base del físico frágil de Claudia. Ella era "extrañamente corpulenta", "pequeña y muy coja en ambas caderas" y "no hermosa". Pierre de Rohan, mariscal de Gié, le dijo a Luisa de Saboya, que prefería ver a su hijo "casado con una simple pastora de este reino, que con Madame Claudia, porque la desgracia es tal, que Madame Claudia está deformada en su cuerpo y no puede tener hijos".
El padre de Claudia, con el objetivo de tener por fin un heredero varón, se casó con la inglesa María Tudor. Pero su salud se deterioró hasta el punto de que falleció a finales de 1514. En su agonía, confió sus vasallos al nuevo rey, Francisco I, su pariente masculino más cercano. La coronación del nuevo rey se produjo tres semanas después de la muerte de su suegro y primo segundo.
Como explicó el cronista inglés Raphael Holinshed, Francisco "fue preferido a la sucesión del reino antes que las hijas [Claudia y Renata] del rey muerto, en virtud y disposición de la ley Sálica, una ley muy antigua en el reino de Francia, que excluía de la dignidad real a todas las mujeres".
Claudia sería reina consorte de Francia desde el fallecimiento de su padre (1 de enero de 1515), hasta su propia muerte. Claudia fue coronada reina de Francia en la Basílica de San Denis, el 10 de mayo de 1517, por el cardenal Philippe de Luxembour, quien "la ungió en el pecho y la frente".
Después de que Francisco se convirtió en rey en 1515, Ana Bolena se quedó como miembro de la corte de Claudia. Se supone que Ana sirvió como traductora de Claudia cada vez que había visitantes ingleses. Ana Bolena regresó a Inglaterra a fines de 1521, donde finalmente se convirtió en reina de Inglaterra como la segunda esposa de Enrique VIII. Diana de Poitiers, otra de las damas de Claudia, fue la principal inspiración de la Escuela de Fontainebleau del Renacimiento francés, y se convirtió en la amante de toda la vida del hijo de Claudia, Enrique II.
Pasó casi todo su matrimonio en una ronda interminable de embarazos anuales. Sabía que a pesar de su importancia como hija de Luis XII, necesitaba demostrar su valía al dar a luz a un heredero varón, un deber que su madre nunca cumplió. Su esposo tenía muchas amantes, pero era relativamente discreto. Claudia impuso un estricto código moral en su propio hogar, que solo unos pocos decidieron ignorar.
 

El historiador Brantôme escribió de ella:
"Debo hablar de la señora Claudia de Francia, que era muy buena y muy caritativa, y muy dulce con todos y nunca mostró disgusto a nadie en su corte o en sus dominios. Fue profundamente amada por el rey Luis y la reina Ana, su padre y su madre, y siempre fue una buena hija para ellos; Después de que el rey tomó al pacífico duque de Milán, lo hizo declarar y proclamar en el Parlamento de París, la duquesa de los dos ducados más hermosos de la cristiandad, Milán y Bretaña, uno del padre y el otro de la madre. ¡Qué heredera! con su permiso. Ambos ducados se unieron en toda buena acción a nuestro hermoso reino."
Claudia era de baja estatura y afligida con escoliosis, mientras que su esposo era más grande y atlético. Los sucesivos embarazos la hicieron parecer continuamente regordeta, lo que provocó burlas en la corte. Los embajadores extranjeros notaron su "corpulencia", claudicación, el estrabismo que afectaba su ojo izquierdo, su pequeño tamaño y su fealdad, pero reconocieron sus buenas cualidades. Era poco amada en la corte después de la muerte de sus padres.
Hay evidencia de que la reina Claudia cuidó especialmente su apariencia y vestuario para mantenerse al día con la exuberante corte de su esposo. Se vistió a la moda, a menudo deslumbrando a los embajadores extranjeros con la cantidad y el tamaño de las joyas que llevaba, así como con la calidad de los materiales que eligió para sus vestidos. También mostró interés en los cosméticos, recibiendo tres frascos de crema de manos perfumada de la elegante Isabel de Este.

## Hijos

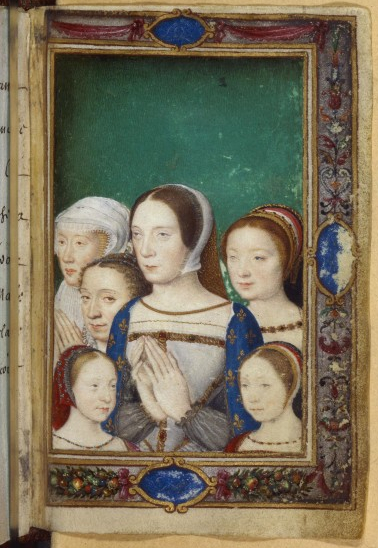
Claudia de Francia retratada en el centro junto a sus cuatro hijas y Leonor de Austria.

Cuando quedó embarazada, la mayoría de las personas asumieron que moriría mientras daba a luz. Según un observador inglés, se rumoreaba que incluso el Papa alegaba que "los franceses afirmaron que la reina actual moriría en la cama del niño". Claudia finalmente demostró que sus críticos estaban equivocados, dando a luz a siete hijos durante el período de 1515 a 1524. La historiadora Simone Bertière calculó que Claudia estuvo embarazada 63 de los 122 meses de su reinado. Estos embarazos frecuentes hicieron mella en la salud frágil de la reina, y ella no podía asistir a la corte de su esposo y desempeñar un papel ceremonial tan a menudo como la etiqueta lo requería.
Tuvo siete hijos:

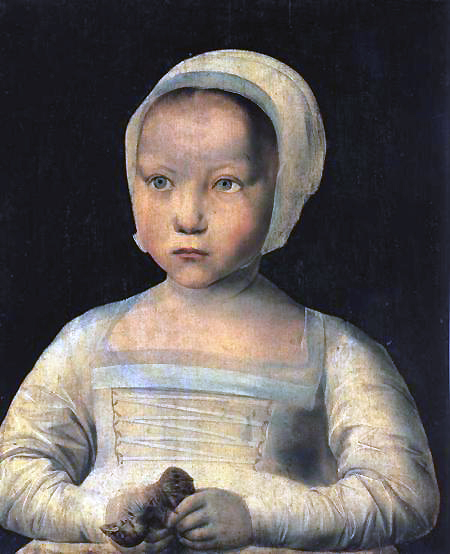
Luisa (19 de agosto de 1515-21 de septiembre de 1518), comprometida brevemente a Carlos I de España.
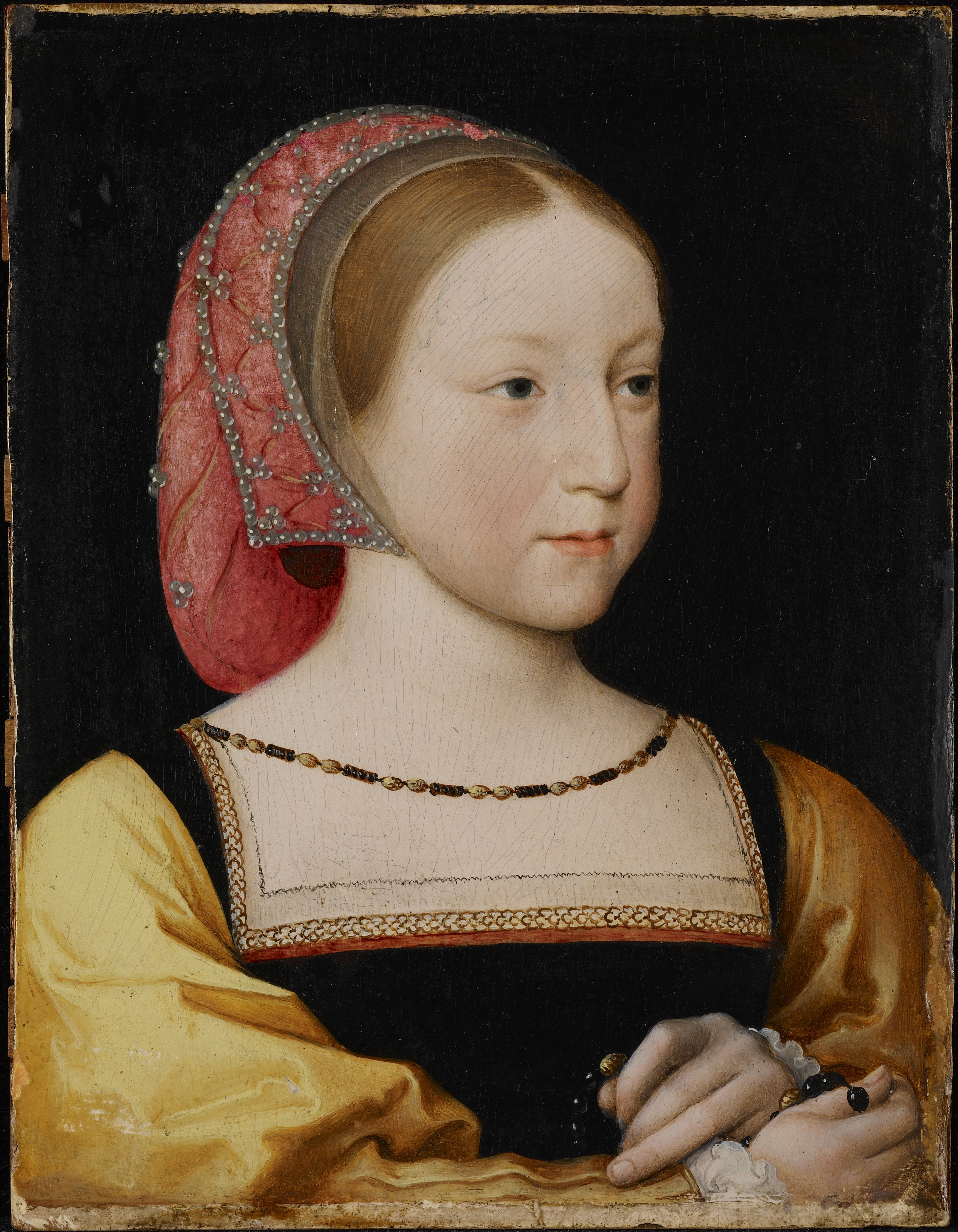
Carlota (23 de octubre de 1516-8 de septiembre de 1524), murió de rubeola. Inspiró a su tía, Margarita de Angulema, reina de Navarra, el poema "Diálogos en forma de visión nocturna", de tendencia reformista.
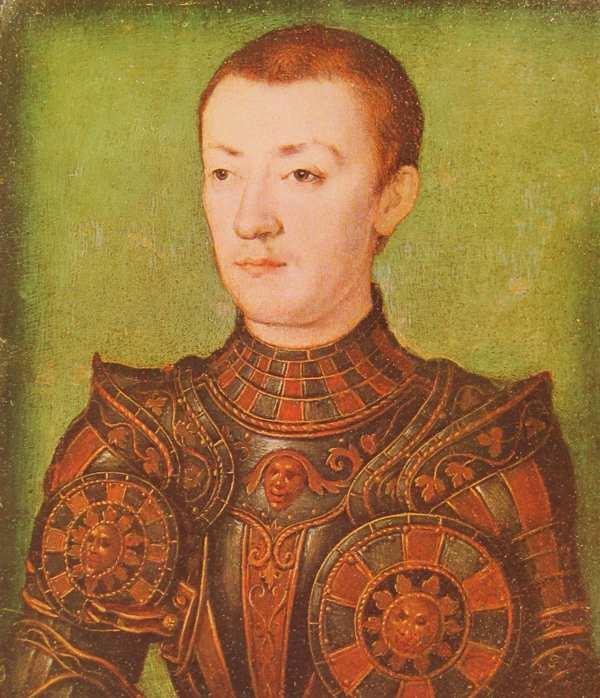
Francisco (28 de febrero de 1518 - 10 de agosto de 1536), delfín de Francia y duque de Bretaña. Murió a la edad de 18 años en el castillo francés de Tournon, junto al río Ródano. El hecho ocurrió en extrañas circunstancias, con sospechas incluso de envenenamiento, pero su salud débil desde la época de cautiverio en varios castillos del Condestable de Castilla, (Villalba de los Alcores, Villalpando, Ampudia, Castilnovo y Pedraza), podía justificar su fallecimiento por pulmonía, según recoge el acta de la autopsia.
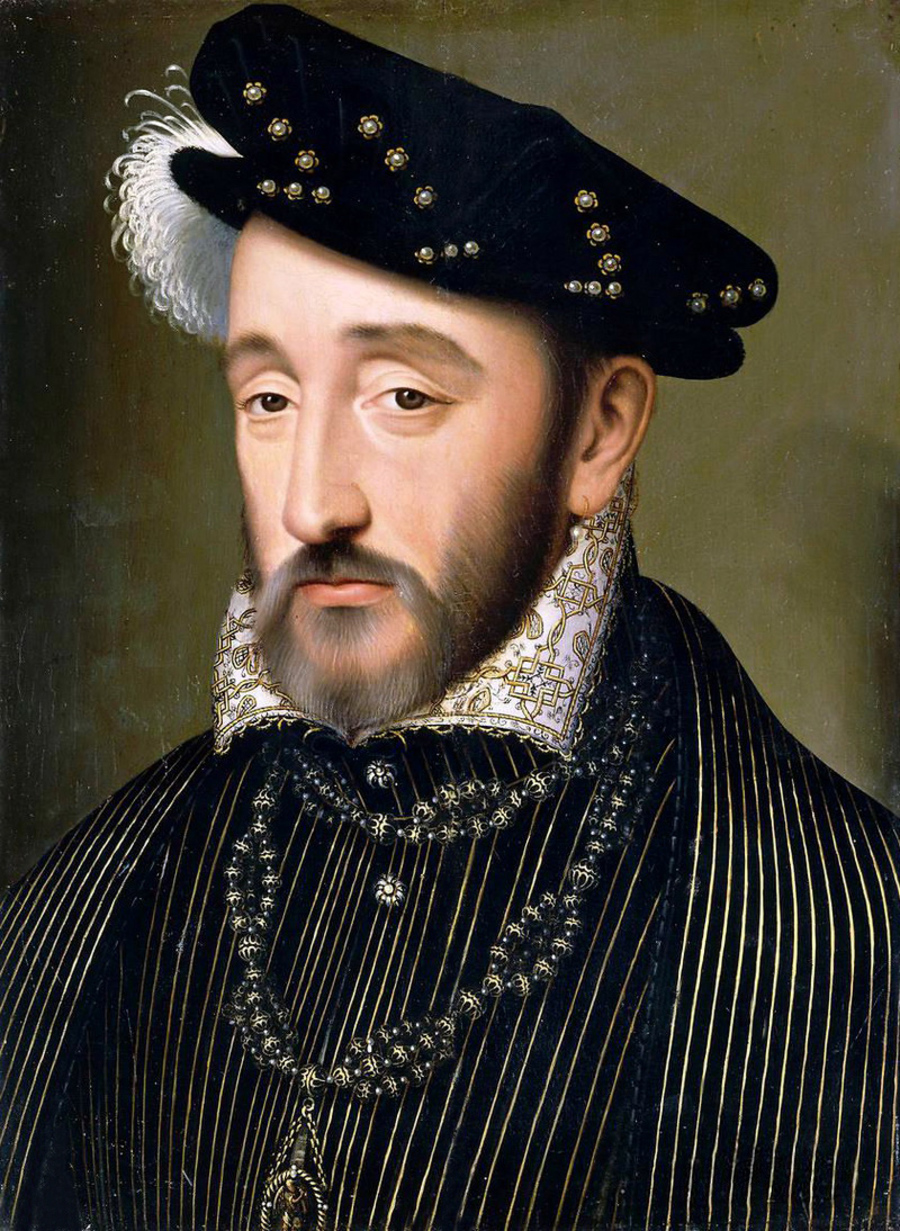
Enrique (31 de marzo de 1519-10 de julio de 1559).duque de Orleans, delfín y rey de Francia como Enrique II. Casado con Catalina de Médicis, tendría diez hijos, entre ellos los últimos tres reyes de la dinastía Valois: Francisco II, Carlos IX y Enrique III. Así como Isabel (reina consorte de España), Claudia (duquesa consorte de Lorena) y Margarita (reina de Navarra y Francia).
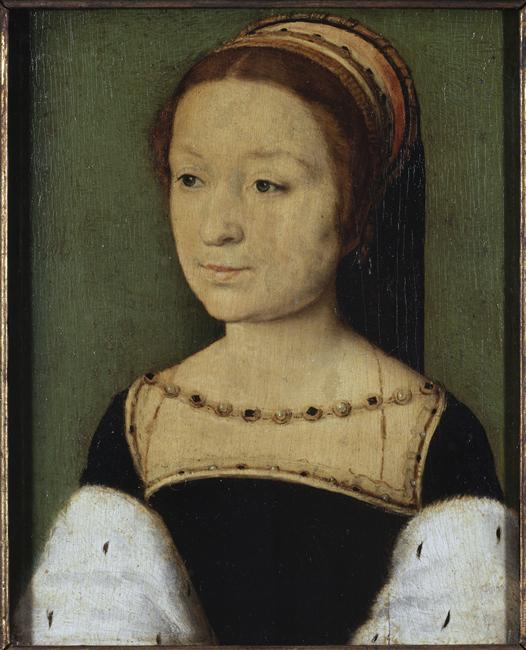
Magdalena (10 de agosto de 1520-9 de septiembre de 1537), reina consorte de Escocia como esposa de Jacobo V. Falleció de tuberculosis a los 16 años. Sin descendencia.
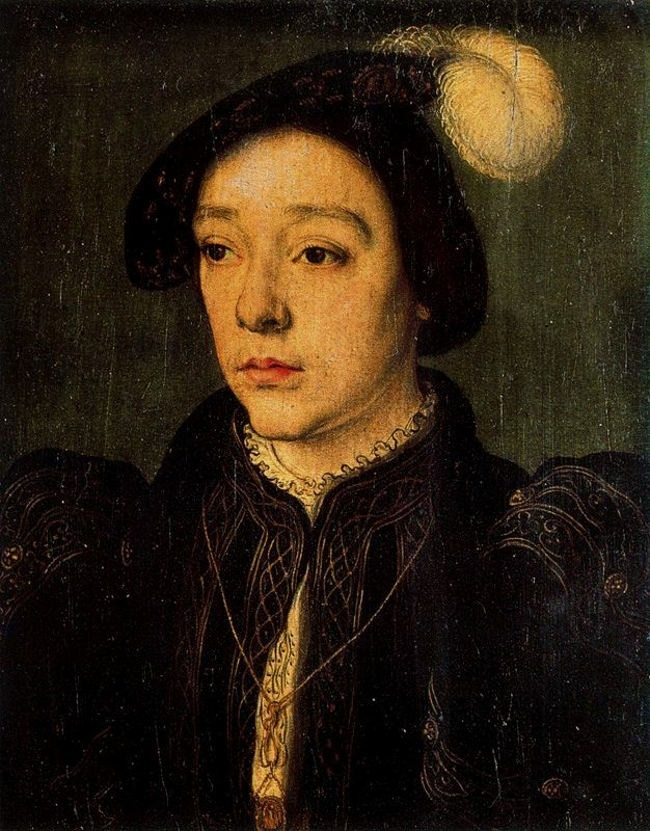
Carlos (22 de enero de 1522-9 de septiembre de 1554), duque de Angulema. Carlos murió el 9 de septiembre de 1545; algunos pensaban que había sido envenenado, pero la mayoría está de acuerdo en que era la "plaga" (probablemente alguna forma de gripe), lo que lo mató. Fue enterrado junto a su padre, Francisco I de Francia y su hermano, el delfín Francisco en la basílica de Saint-Denis.
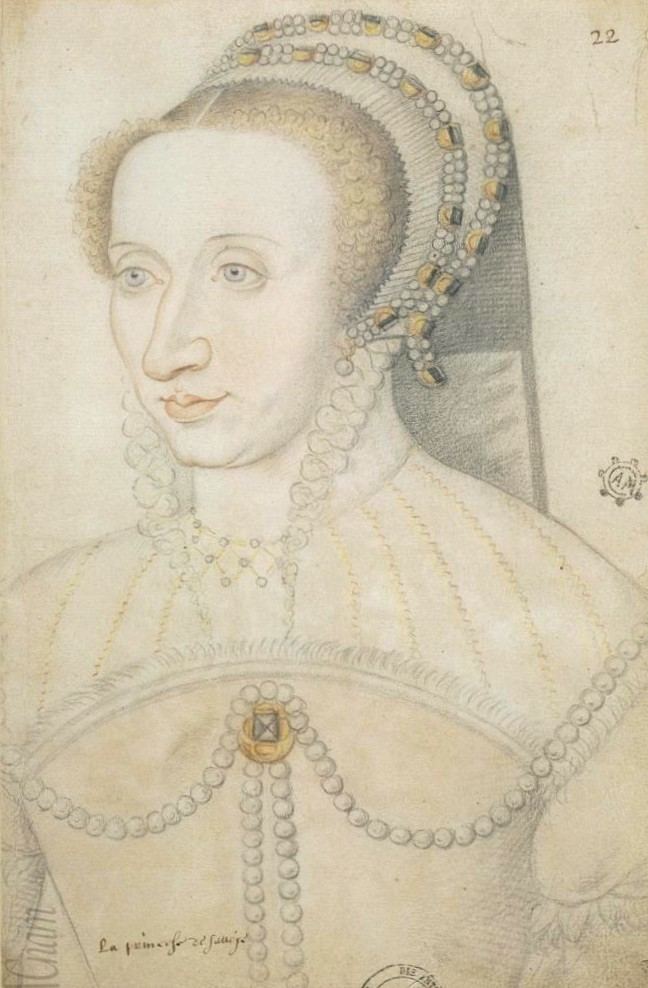
Margarita (5 de junio de 1523-14 de septiembre de 1574), duquesa de Berry y duquesa de Saboya por matrimonio con el duque Manuel Filiberto de Saboya. Margarita fue considerada brevemente, a la muerte de Juana Seymour, como posible esposa de Enrique VIII de Inglaterra. Fue ancestro de Luis XV, quien descendió de ella a través de su madre, María Adelaida de Saboya.[20]  - Luisa de Francia. Su padre la ofreció en matrimonio a su rival, el emperador Carlos V, llevando como dote los derechos de Francia sobre el reino de Nápoles. Su muerte prematura los 3 años. evitaría esta unión.
  - Carlota de Francia. Ella siempre había sido una niña delicada y frágil. A los siete años, contrajo sarampión y falleció.
  - Francisco de Francia o Francisco de Valois. Fue heredero de Francisco I de Francia y Claudia de Francia. Murió a la edad de 18 años.
  - Enrique II de Francia. Cuarto hijo de Francisco I y de Claudia de Francia, fue reconocido duque de Bretaña en 1536 (sin coronación), y coronado rey de Francia en Reims en 1547.
  - Magdalena de Valois. Fue una princesa de Francia por nacimiento y reina consorte de Escocia, al casarse con Jacobo V de Escocia.
  - Carlos de Valois, duque de Angulema. Fue duque deOrleans desde 1522 a 1545. Murió a los 23 años . Algunos pensaban que había sido envenenado.
  - Margarita de Francia. Duquesa de Berry desde 1550, contrajo matrimonio en 1559 con el duque Manuel Filiberto de Saboya.

## Apariencia física y síndrome de Down
Los embajadores extranjeros destacaron su "fuerte corpulencia", su cojera, el estrabismo de su ojo izquierdo, su estatura muy baja, su fealdad y su reserva, pero también destacaron su carácter bondadoso.
Esta descripción física, extraída de los archivos supervivientes del castillo de Chenonceau, podría describir en realidad el síndrome de Down de la reina. Según Monique Cuilleret, se trata de una "descripción pura de una mujer con síndrome de Down". Esta opinión es compartida por los arqueólogos Dominique Castex, Eric Crubezy, Baruch Arensburg y Jean Zammit, que consideran esta posibilidad "muy probable".

## Últimos años y muerte
En sus últimos años de vida, sufrió de una obesidad "monstruosa". Supuestamente habría contraído sífilis a causa de su marido y habría muerto por agotamiento. Claudia murió el 20 de julio de 1524, en el castillo de Blois, a los veinticuatro años. La causa exacta de su muerte fue discutida entre las fuentes y los historiadores: mientras que algunos alegaron que murió en el parto o después de un aborto espontáneo, otros creyeron que murió por agotamiento después de sus muchos embarazos o después de sufrir tuberculosis ósea (como su madre). Fue enterrada en la basílica de San Denis. Su corazón descansa en Nantes.

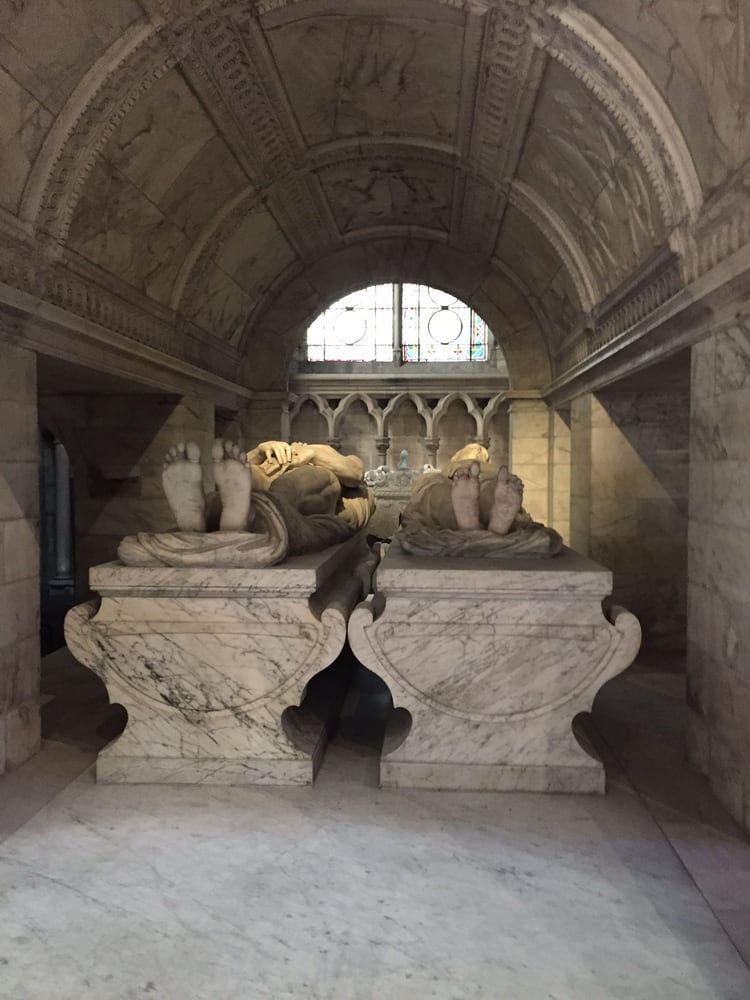
Tumba de Francisco I y Claudia de Francia en la a basílica de San Denis.

Inicialmente fue sucedida como gobernante de Bretaña por su hijo mayor, Francisco, que se convirtió en duque Francisco III, con el viudo de Claudia, el rey Francisco I, como tutor. Después de la muerte de este en 1536, el segundo hijo de Claudia, Enrique, duque de Orleans, se convirtió en delfín de Francia y duque de Bretaña. Más tarde se convirtió en rey de Francia como Enrique II. 
Actualmente su memoria se encuentra olvidada, aunque fue muy popular en su tiempo. Una variedad clásica de ciruelas, de color verde pálido y especialmente pulposa fue llamada "Reina Claudia" o "Claudia" en su honor. En Inglaterra se conoce como "greengage".
Francisco I, que había sido bastante respetuoso con su primera esposa, no tenía los mismos miramientos con la segunda. El esposo viudo de Claudia, se volvió a casar varios años después de su muerte, con la poco atractiva, Leonor de Austria, la hermana del emperador Carlos V. La atmósfera en la corte se volvió considerablemente más discutida, y hubo rumores de que la muerte del rey Francisco en 1547 se debió a la sífilis. 

Fragmento de carta de Germana de Foix a Leonor de Austria: 
Muy quebrantada me encuentro: la muerte de mi más íntima amiga, Claudia de Francia.
Esta, estaba convaleciente desde el nacimiento de su última hija Margarita, y sin sobrepasar el mes del alumbramiento, le sobrevino la muerte. Creía que su postración era causada por la fatiga del parto y que al poco -habiendo ya pasado la más dura etapa- se recuperaría. Muchos son, para la mas recia mujer, siete partos en nueve años.
De Claudia solo puedo decir parabienes: discreta y silenciosa ha sido su vida; he sido advertida que hace mucho tiempo había perdido su grácil figura y que quizás, la muerte encontró por algún mal con que su esposo la emponzoñase.

En su favor me dicen, que Francisco la está llorando y luto riguroso a sí mismo y a los demás ha prescrito. Si en vida no se distinguió por sus atenciones, en su ausencia la enaltece!

## En la ficción
| Gabriella Wright | Primera temporada de la serie de Los Tudor.                                     |
| Eva Rufo         | En la serie de televisión de ficción histórica española, Carlos, rey emperador. |

## Ancestros
|  |                                                |  |  |  |  |  |  |  |  |  |  |  |  |  |  |  |
|  | 16. Carlos V de Francia                        |  |  |  |  |  |  |  |  |  |  |  |  |  |  |  |
|  |                                                |  |  |  |  |  |  |  |  |  |  |  |  |  |  |  |
|  |                                                |  |  |  |  |  |  |  |  |  |  |  |  |  |  |  |
|  | 8. Luis I, duque de Orleans (=26)              |  |  |  |  |  |  |  |  |  |  |  |  |  |  |  |
|  |                                                |  |  |  |  |  |  |  |  |  |  |  |  |  |  |  |
|  |                                                |  |  |  |  |  |  |  |  |  |  |  |  |  |  |  |
|  | 17. Juana de Borbón                            |  |  |  |  |  |  |  |  |  |  |  |  |  |  |  |
|  |                                                |  |  |  |  |  |  |  |  |  |  |  |  |  |  |  |
|  |                                                |  |  |  |  |  |  |  |  |  |  |  |  |  |  |  |
|  | 4. Carlos, duque de Orleans                    |  |  |  |  |  |  |  |  |  |  |  |  |  |  |  |
|  |                                                |  |  |  |  |  |  |  |  |  |  |  |  |  |  |  |
|  |                                                |  |  |  |  |  |  |  |  |  |  |  |  |  |  |  |
|  | 18. Gian Galeazzo Visconti                     |  |  |  |  |  |  |  |  |  |  |  |  |  |  |  |
|  |                                                |  |  |  |  |  |  |  |  |  |  |  |  |  |  |  |
|  |                                                |  |  |  |  |  |  |  |  |  |  |  |  |  |  |  |
|  | 9. Valentina Visconti, condesa de Vertus (=27) |  |  |  |  |  |  |  |  |  |  |  |  |  |  |  |
|  |                                                |  |  |  |  |  |  |  |  |  |  |  |  |  |  |  |
|  |                                                |  |  |  |  |  |  |  |  |  |  |  |  |  |  |  |
|  | 19. Isabel, Condesa de Vertus                  |  |  |  |  |  |  |  |  |  |  |  |  |  |  |  |
|  |                                                |  |  |  |  |  |  |  |  |  |  |  |  |  |  |  |
|  |                                                |  |  |  |  |  |  |  |  |  |  |  |  |  |  |  |
|  | 2. Luis XII de Francia                         |  |  |  |  |  |  |  |  |  |  |  |  |  |  |  |
|  |                                                |  |  |  |  |  |  |  |  |  |  |  |  |  |  |  |
|  |                                                |  |  |  |  |  |  |  |  |  |  |  |  |  |  |  |
|  | 20. Adolfo III, conde de Mark                  |  |  |  |  |  |  |  |  |  |  |  |  |  |  |  |
|  |                                                |  |  |  |  |  |  |  |  |  |  |  |  |  |  |  |
|  |                                                |  |  |  |  |  |  |  |  |  |  |  |  |  |  |  |
|  | 10. Adolfo, duque de Cléveris                  |  |  |  |  |  |  |  |  |  |  |  |  |  |  |  |
|  |                                                |  |  |  |  |  |  |  |  |  |  |  |  |  |  |  |
|  |                                                |  |  |  |  |  |  |  |  |  |  |  |  |  |  |  |
|  | 21. Margarita de Jülich                        |  |  |  |  |  |  |  |  |  |  |  |  |  |  |  |
|  |                                                |  |  |  |  |  |  |  |  |  |  |  |  |  |  |  |
|  |                                                |  |  |  |  |  |  |  |  |  |  |  |  |  |  |  |
|  | 5. María de Cléveris                           |  |  |  |  |  |  |  |  |  |  |  |  |  |  |  |
|  |                                                |  |  |  |  |  |  |  |  |  |  |  |  |  |  |  |
|  |                                                |  |  |  |  |  |  |  |  |  |  |  |  |  |  |  |
|  | 22. Juan Sin Miedo                             |  |  |  |  |  |  |  |  |  |  |  |  |  |  |  |
|  |                                                |  |  |  |  |  |  |  |  |  |  |  |  |  |  |  |
|  |                                                |  |  |  |  |  |  |  |  |  |  |  |  |  |  |  |
|  | 11. María de Borgoña y de Cléveris             |  |  |  |  |  |  |  |  |  |  |  |  |  |  |  |
|  |                                                |  |  |  |  |  |  |  |  |  |  |  |  |  |  |  |
|  |                                                |  |  |  |  |  |  |  |  |  |  |  |  |  |  |  |
|  | 23. Margarita de Baviera-Straubing             |  |  |  |  |  |  |  |  |  |  |  |  |  |  |  |
|  |                                                |  |  |  |  |  |  |  |  |  |  |  |  |  |  |  |
|  |                                                |  |  |  |  |  |  |  |  |  |  |  |  |  |  |  |
|  | 1. Claudia de Francia                          |  |  |  |  |  |  |  |  |  |  |  |  |  |  |  |
|  |                                                |  |  |  |  |  |  |  |  |  |  |  |  |  |  |  |
|  |                                                |  |  |  |  |  |  |  |  |  |  |  |  |  |  |  |
|  | 24. Juan IV, duque de Bretaña                  |  |  |  |  |  |  |  |  |  |  |  |  |  |  |  |
|  |                                                |  |  |  |  |  |  |  |  |  |  |  |  |  |  |  |
|  |                                                |  |  |  |  |  |  |  |  |  |  |  |  |  |  |  |
|  | 12. Ricardo, condé de Étampes                  |  |  |  |  |  |  |  |  |  |  |  |  |  |  |  |
|  |                                                |  |  |  |  |  |  |  |  |  |  |  |  |  |  |  |
|  |                                                |  |  |  |  |  |  |  |  |  |  |  |  |  |  |  |
|  | 25. Juana de Navarra, reina de Inglaterra      |  |  |  |  |  |  |  |  |  |  |  |  |  |  |  |
|  |                                                |  |  |  |  |  |  |  |  |  |  |  |  |  |  |  |
|  |                                                |  |  |  |  |  |  |  |  |  |  |  |  |  |  |  |
|  | 6. Francisco II, duque de Bretaña              |  |  |  |  |  |  |  |  |  |  |  |  |  |  |  |
|  |                                                |  |  |  |  |  |  |  |  |  |  |  |  |  |  |  |
|  |                                                |  |  |  |  |  |  |  |  |  |  |  |  |  |  |  |
|  | 26. Luis I, duque de Orleans (=8)              |  |  |  |  |  |  |  |  |  |  |  |  |  |  |  |
|  |                                                |  |  |  |  |  |  |  |  |  |  |  |  |  |  |  |
|  |                                                |  |  |  |  |  |  |  |  |  |  |  |  |  |  |  |
|  | 13. Margarita, condesa de Vertus               |  |  |  |  |  |  |  |  |  |  |  |  |  |  |  |
|  |                                                |  |  |  |  |  |  |  |  |  |  |  |  |  |  |  |
|  |                                                |  |  |  |  |  |  |  |  |  |  |  |  |  |  |  |
|  | 27. Valentina Visconti, condesa de Vertus (=9) |  |  |  |  |  |  |  |  |  |  |  |  |  |  |  |
|  |                                                |  |  |  |  |  |  |  |  |  |  |  |  |  |  |  |
|  |                                                |  |  |  |  |  |  |  |  |  |  |  |  |  |  |  |
|  | 3. Ana de Bretaña                              |  |  |  |  |  |  |  |  |  |  |  |  |  |  |  |
|  |                                                |  |  |  |  |  |  |  |  |  |  |  |  |  |  |  |
|  |                                                |  |  |  |  |  |  |  |  |  |  |  |  |  |  |  |
|  | 28. Juan I, conde de Foix                      |  |  |  |  |  |  |  |  |  |  |  |  |  |  |  |
|  |                                                |  |  |  |  |  |  |  |  |  |  |  |  |  |  |  |
|  |                                                |  |  |  |  |  |  |  |  |  |  |  |  |  |  |  |
|  | 14. Gastón IV, conde de Foix                   |  |  |  |  |  |  |  |  |  |  |  |  |  |  |  |
|  |                                                |  |  |  |  |  |  |  |  |  |  |  |  |  |  |  |
|  |                                                |  |  |  |  |  |  |  |  |  |  |  |  |  |  |  |
|  | 29. Juana de Navarra, condesa de Foix          |  |  |  |  |  |  |  |  |  |  |  |  |  |  |  |
|  |                                                |  |  |  |  |  |  |  |  |  |  |  |  |  |  |  |
|  |                                                |  |  |  |  |  |  |  |  |  |  |  |  |  |  |  |
|  | 7. Margarita de Foix                           |  |  |  |  |  |  |  |  |  |  |  |  |  |  |  |
|  |                                                |  |  |  |  |  |  |  |  |  |  |  |  |  |  |  |
|  |                                                |  |  |  |  |  |  |  |  |  |  |  |  |  |  |  |
|  | 30. Juan II de Aragón                          |  |  |  |  |  |  |  |  |  |  |  |  |  |  |  |
|  |                                                |  |  |  |  |  |  |  |  |  |  |  |  |  |  |  |
|  |                                                |  |  |  |  |  |  |  |  |  |  |  |  |  |  |  |
|  | 15. Leonor I de Navarra                        |  |  |  |  |  |  |  |  |  |  |  |  |  |  |  |
|  |                                                |  |  |  |  |  |  |  |  |  |  |  |  |  |  |  |
|  |                                                |  |  |  |  |  |  |  |  |  |  |  |  |  |  |  |
|  | 31. Blanca I de Navarra                        |  |  |  |  |  |  |  |  |  |  |  |  |  |  |  |
|  |                                                |  |  |  |  |  |  |  |  |  |  |  |  |  |  |  |
|  |                                                |  |  |  |  |  |  |  |  |  |  |  |  |  |  |  |